# Louis-Nicolas Griveau
Pour les articles homonymes, voir Griveau.
Louis-Nicolas Griveau est un homme politique français né le 27 juillet 1743 à Mormant (Seine-et-Marne) et décédé le 20 octobre 1823 à Vannes-le-Châtel (Meurthe-et-Moselle).
Conseiller général, il est député de la Meurthe de 1811 à 1815.

## Sources
- « Louis-Nicolas Griveau », dans Adolphe Robert et Gaston Cougny, Dictionnaire des parlementaires français, Edgar Bourloton, 1889-1891 [détail de l’édition]